# فرانك جاي بيل
فرانك جاي بيل (بالإنجليزية: Frank J. Bell)‏ هو طبيب أسنان وطيار أمريكي، ولد في 1885، وتوفي في 5 نوفمبر 1957.